# Michel Lemire
Pour les articles homonymes, voir Lemire.
Michel Lemire, né en 1937 à Baie-du-Febvre (Centre-du-Québec) et mort le 23 avril 2024 à Drummondville est un agriculteur québécois ayant eu une carrière d'éleveur de bovins à Saint-Zéphirin-de-Courval.

## Biographie
Lemire est né à Baie-du-Febvre, en 1937
Il occupe plusieurs postes d’importance dans le secteur coopératif : administrateur à la Coop fédérée de Québec (1973-1991), président d’Agropur (1975-1991) et président du conseil de Coopération laitière du Québec (1990-1995). De surcroît, il remplira la fonction de vice-président de la Commission de protection du territoire agricole du Québec, de 1991 à 2004,,.
Il meurt le 23 avril 2024,.

## Honneurs
- 1991 - Membre de l'Ordre du Canada[6]
- 2007 - Chevalier de l'Ordre national du Québec[1]
- Commandeur de l'Ordre national du mérite agricole du Québec
- Maître-éleveur de l'Association Holstein du Canada[7]